# John Hamilton (1er baron Hamilton de Dalzell)
Pour les articles homonymes, voir John Hamilton et Hamilton.
John Glencairn Carter Hamilton, 1er baron Hamilton de Dalzell (1829–1900), est un militaire et homme politique écossais. 

## Biographie
Hamilton est né à Marseille, en France, le seul fils d'Archibald James Hamilton, 12e d'Orbiston (1793–1834), et fait ses études au Collège d'Eton. Il sert dans les Life Guards, atteignant le grade de cornet commissionné en 1847, lieutenant en 1849 et capitaine en 1854. En 1856, il est nommé major dans le Queen's Own Royal Glasgow et le Lower Ward of Lanarkshire Yeomanry Cavalry. Bien qu'il se retire de l'armée régulière en 1860, il continue à servir dans la Yeomanry jusqu'en 1885. 
Il commence sa carrière politique en 1857 en tant que député libéral de Falkirk Burghs, servant pendant deux ans. Il siège ensuite pour Lanarkshire South en 1868-1874 et 1880-1886. Il est également juge de paix et lieutenant-adjoint et vice-lieutenant pour le Lanarkshire. 
En 1886, Hamilton est élevé à la pairie en tant que baron Hamilton de Dalzell. Il sert dans le gouvernement de William Ewart Gladstone en tant que Lord-in-waiting de 1892 à 1894. 
Les Hamiltons ont fait fortune au XIXe siècle, car les terres qu'ils détenaient dans le Lanarkshire ont été utilisées pour l'exploitation du charbon. À la fin des années 1850 et 1860, Hamilton a pu agrandir considérablement sa maison de Dalzell House, une ancienne maison-tour à Motherwell, aménageant en même temps un terrain paysager. En 1864, il épouse Lady Emily Leslie-Melville (décédée en 1882), fille de David Leslie-Melville, 8e comte de Leven, et a: 
1. Ellinor Hamilton (1865-1957)
2. Archibald John Hamilton (1868-1870)
3. Gavin Hamilton (2e baron Hamilton de Dalzell) (1872–1952)
4. Leslie d'Henin Hamilton (1873–1914)
5. John David Hamilton (1878–1900)